# 南春近村
南春近村（みなみはるちかむら）は、かつて岐阜県山県郡に存在した村である。
現在の岐阜市東北部。溝口上、溝口中、溝口下、溝口東、溝口童子、世保、世保北、世保西、世保南、森西、森東などが該当する。
村名は、かつてこの地域に存在した荘園、春近荘の南部の地域であることに由来する。

## 歴史
- 1889年（明治22年）7月1日 - 溝口村、世保村、森村が合併し、南春近村になる。
- 1897年（明治30年）4月1日 - 北春近村と合併し、春近村発足。同日南春近村は廃止。